# Авдеевка (Приморский край)
Авде́евка — село в Кировском районе Приморского края, входит в Кировское городское поселение.. Расположено в долине реки Шмаковка. Название связано с именем первых переселенцев.
В селе — станция Дальневосточной железной дороги Шмаковка.
К селу Авдеевка от автотрассы «Уссури» идут две дороги — через село Родниковый и через село Шмаковка.
На запад от села Авдеевка идёт дорога к селу Павло-Фёдоровка.

## История
Основано в Успенской волости Уссурийского края в 1895 году на месте, выбранном ходоками. В селе имелась церковь 1903 года постройки, школа, открытая в 1901 году, проводились ярмарки. Через селение проходили две трактовые дороги: со станции Шмаковка на село Успенка (ныне пос. Кировский) и другая — на Свято-Троицкий мужской монастырь (находится у пос. Горные Ключи).
В 1931 году образовался колхоз «Комсомолец», одновременно с ним была создана реалбаза хлебопродуктов.

## Население
| 1900 | 1912 | 1915 | 1926 | 2002 | 2005 | 2010 |
| ---- | ---- | ---- | ---- | ---- | ---- | ---- |
| 127  | ↗271 | ↗349 | ↗399 | ↗739 | ↘738 | ↘555 |

## Предприятия
Основные предприятия: две нефтебазы, Реалбаза, районное предприятие котельных и тепловых сетей, филиал Кировсклеса. Действуют школа, СДК, библиотека, ФАП. Основная часть населения трудится на сельскохозяйственном производстве отделения СХПК «Шмаковский» и на железной дороге.